# Bravo Girl
Bravo Girl a fost o revistă pentru adolescenți din România, care se adresează tinerilor între 12 și 18 ani.
A fost lansată în anul 2003 de grupul de presă elvețian Ringier, sub licență Bauer Media Group.
Bravo Girl a fost o revistă care apare de două ori pe lună, dedicată tinerelor fete și nevoilor lor.Revista Bravo Girl și-a oprit apariția pe 14 martie 2017,când a fost lansat și ultimul număr al revistei.